# ایماق‌ها
ایماق یا چهار ایماق نام مجموعه قبایل کوچ‌نشین و نیمه‌کوچ‌نشین دری زبان است که در غرب و شمال‌غرب افغانستان بیشتر در ولایت‌های غور، بادغیس، هرات و فراه، و در شرق ایران بیشتر در تربت جام، تایباد و خواف زندگی می‌کنند. ایماق‌ها در ترکمنستان نیز حضور دارند.

## نام
«ایماق» از واژهٔ ترکی-مغولی «اویماق» گرفته شده که به معنای «قبیله» یا «گروهی از قبیله‌ها» است. چهار ایماق به‌معنی چهار قوم که شامل جمشیدی، هزارهٔ ایماق (هزارهٔ قلعه‌نو)، فیروزکوهی و تیمنی می‌شوند.

## منشأ و تبار
ایماق‌ها عمدتاً از چهار قبیله تشکیل یافته‌اند که شامل جمشیدی، هزارهٔ ایماق، فیروزکوهی و تیمنی می‌شوند و به همین دلیل است که به نام چهار ایماق خوانده می‌شوند.
بنابر داده‌های تاریخی چهار ایماق نیای مشترکی ندارند، بلکه در حدود سده‌های ۱۰–۱۱ (قمری) از به هم پیوستن گروه‌هایی از ایلات و طوایف اقوام ایرانی و غیر ایرانیِ شمال غرب و غرب افغانستان شکل گرفته‌اند و به‌این‌سبب اویماقها نمی‌توانند نیای مشترک داشته باشند

### جمشیدی
جمشیدی‌ها که محل زیست اصلی آنها ناحیه کوشک در ولایت بادغیس واقع در شمال هرات است، مردم ایرانی‌تبار هستند و خود را از بازماندگان جمشید پیشدادی می‌دانند گروهی از آنها که «کیانی» نامیده می‌شوند در اردوکشی‌های شاه عباس اول به هرات و نواحی شمال شرقی ایران شرکت داشته‌اند کیانی‌ها از سیستانی‌هایی هستند که شاه عباس دوم صفوی آنها را به بادغیس کوچاند و در آنجا ساکن کرد گروهی از جمشیدی‌ها با هزارهٔ ایماق در ترکمنستان زندگی می‌کنند که جمعیت آنها در ۱۳۰۵ ش، ۹۳۲ تن گزارش شده است. در سال ۱۱۳۸ق / ۱۷۲۶م، نادرشاه افشار جمشیدی‌های بادغیس را به همراه دیگر طوایف فارسی‌زبان پیرامون هرات به نواحی، جام لنگر و مشهد در خراسان کوچاند. پس از محاصره، هرات حسام السلطنه گروهی از جمشیدی‌های آنجا را به سرکردگی الله‌یار خان در نواحی سرجام اسکان داد که پس از حمله ترکمن‌ها به نواحی کنه گوشه و قره بوغه به نواحی نزدیک مشهد کوچ کردند. الله‌یار خان و گروهی از جمشیدی‌ها از آنجا به هرات بازگشتند و بقیه به قوشخانه از توابع قوچان کوچانده شدند. سرانجام جمشیدی‌ها پس از سالها سرگردانی در میان ۳ کشور افغانستان، ترکمنستان و ایران به همت خوانین خود توانستند در شوریجه و پس کمر در کنار کشف رود مستقر شوند در ۱۳۱۱ق / ۱۸۹۳م نیز گروهی از جمشیدی‌ها به ایران پناه آوردند و در ناحیه زورآباد خراسان ساکن شدند.

### هزارهٔ ایماق
هزارهٔ ایماق گروهی از ایماق‌ها اند که منشأ آنها از مردم هزاره می‌باشند. آنها بیشتر از قلعه‌نو ولایت بادغیس هستند.

### فیروزکوهی
قلمرو اصلی فیروزکوهی‌ها قسمت علیای رود مرغاب است که به آن «سرحد» نیز گفته می‌شود، برخی آنها را از اهالی فیروزکوه غور می‌دانند که توسط تیمور به دیگر نواحی افغانستان کوچانده شدند؛ ولی سران آنها معتقدند که از نسل اَچکزَی پشتون درانی هستند و نام خود را از فیروزکوه، پایتخت غوریان گرفته‌اند. فیروزکوهیها به دو شعبهٔ فیروزکوهی شرقی و فیروزکوهی غربی تقسیم می‌شوند و روی هم ۴۲ طایفه‌اند. جمعیت آنها را نیز حدود ۱۰۰ هزار تن نوشته‌اند

### تیمنی
قلمرو تیمنی‌ها دره‌های سرچشمهٔ هریرود در ولایت غور، از منطقهٔ شهرک تاچخچران است. دربارهٔ خاستگاه آنها نظرات متفاوتی داده‌اند و آنها را مهاجرانی از چین، بازماندگان غیاث‌الدین غوری، برآمدگانی از قلعه‌نو، فرزندان کاکر پشتون از بلوچستان و بازماندهٔ آریاییهای کهن دانسته‌اند. نام «تیمن» را نیز تحریف از «تومان» پنداشته‌اند. تیمنی‌ها به دو شعبهٔ شمالی و جنوبی تقسیم می‌شوندو حدود ۱۰۰ طایفه و جمعیتی حدود ۵۰۰‘ ۱۸۷ تن دارند

## پراکندگی جغرافیایی
ایماق‌های چهارگانه امروزه به نام‌های جمشیدی، هزارهٔ ایماق (هزارهٔ قلعه‌نو)، فیروزکوهی و تیمنی یاد می‌شوند و عمدتاً در ساحات مختلف حوزهٔ غرب افغانستان کنونی ساکن هستند.
از نقطه نظر جمعیت‌شناسی و اسکان از شرق به غرب به ترتیب جمشیدی‌ها عمدتاً در نقاط شمالی هرات در چهار شهرستان کشک کهنه، کشک رباط سنگی، کهسان و کروخ، هزاره قلعه‌نو در قلعه‌نو و شهرستان‌های مربوط به ولایت بادغیس، فیروزکوهیان از قادس و جوند بادغیس تا قسمت‌های علیای حوضهٔ آبریز مرغاب که شامل غرجستان و فیروزکوه می‌شود و تیمنی‌ها از شهرستان فارسی هرات و پرچمن فراه تا بخش‌های مهمی از شهرستان‌های تولک، شهرک، دولتیار و پسابند غور را در تصرف خود دارند. این البته جغرافیای امروزین شاخه‌های ایماق است و جغرافیای تاریخی آنها خیلی گسترده‌تر از این بوده است که نسبت بی عدالتی‌ها به مرور زمان مورد دستبرد دولت‌های جابر با انگیزه‌های جابجایی‌های قومی قرار گرفته است.

## زبان
ایماق‌ها به گویش ایماقی که گویشی از زبان فارسی است، سخن می‌گویند.

## دین
ایماق‌ها مسلمان و عمدتاً پیرو مذهب سنی حنفی می‌باشند.